# Baptiste Guillaume
Baptiste Guillaume (Bruxelles, 16 giugno 1995) è un calciatore belga, attaccante del Le Mans.

## Carriera
Cresciuto nel settore giovanile del Lens, debutta in prima squadra il 29 marzo 2013 nella partita di Ligue 2 persa contro il Clermont.
Il 18 luglio 2015 passa al Lilla per 4 milioni di euro, firmando un contratto di cinque anni. Debutta alla seconda giornata contro il Monaco, giocando titolare nella gara conclusa a reti bianche. La prima stagione con i bretoni lo vede protagonista soprattutto nel girone d'andata, dove però non riesce mai ad andare in gol.
Il 4 luglio 2016 va in prestito allo Strasburgo.

## Palmarès

### Club

#### Competizioni nazionali
- Ligue 2: 1

Strasburgo: 2016-2017